# El astro del tango
El astro del tango es una película argentina en blanco y negro dirigida por Luis Bayón Herrera según su propio guion escrito en colaboración con Ariel Cortazzo y Conrado de Koller, que se estrenó el 7 de febrero de 1940 y que tuvo como protagonistas a Hugo del Carril y Amanda Ledesma.

## Sinopsis
El romance entre un cantor y una joven de sociedad y sus repercusiones en el círculo de sus amistades.

## Reparto
- Hugo del Carril ... Hugo del Campo
- Amanda Ledesma ... Martha Núñez Alvarado
- Berta Aliana ... Clota
- Nélida Bilbao... Chicha
- María Esther Buschiazzo ... Sra de Núñez Alvarado
- Morena Chiolo ... Tía Domitila
- Adrián Cúneo ... Pirulo
- Amery Darbón ... Beba
- Alfredo Jordan ... Dr. Atilio Jiménez
- Elisa Labardén ... Lila
- Regina Laval ... Chela
- Ana María Lynch ... Luisita Calpe
- Juan Mangiante ... José Antonio Núñez Alvarado
- Carlos Rosingana ... Pedrito López
- Alicia Vignan ... Leonor
- Dinorah Alian
- Edith Guerrero ... Tota
- Lea Brinad ... Coca
- Fedora Noble ... Tita
- Chamol ... El productor
- Warly Ceriani ... Amargado

## Comentario
El crítico Di Núbila consideró a la película "un tenue vehículo romántico-musical para sus protagonistas canoros, adornado con exteriores marplatenses" en tanto el crítico Calki comentó en El Mundo:

"Hugo del Carril al natural... El film en veraniego... La realización es discreta. El director equilibra con habilidad las partes musicales, el romance y las situaciones cómicas, algunas de ellas de mucha eficacia."